# King's Bounty
King's Bounty is een turn-based strategy computerspel ontworpen door spelontwerper Jon Van Cangethem van New World Computing. Het spel is een spin-off van de Might and Magic computerspellenserie en wordt door velen gezien als de voorloper van de Heroes of Might and Magic serie.
Een Mega Drive/Genesis versie van het spel kwam uit op 21 februari 1991. Het spel werd in deze versie wel wat aangepast.

## Verhaal
In het spel neemt de speler de rol aan van een held die in dienst staat van koning Maximus. De held krijgt de opdracht om de gestolen Scepter van Orde (Sceptre of Order) terug te halen.
Deze scepter is gestolen door Arech Dragonbreath. Hij heeft inmiddels de vier continenten van deze wereld tot ruïnes doen vervallen en op het kasteel van de koning na alle andere kastelen veroverd. Maximus ligt inmiddels op sterven en als hij dood is kan Arech ook het laatste kasteel veroveren.
Wanneer Arech hoort dat Maximus een held eropuit heeft gestuurd om de Scepter te vinden, begraaft hij deze op een geheime plek en verdeelt de kaart die de plek aangeeft in 25 stukken. Deze stukken worden verdeeld onder hemzelf en zijn helpers.

## Het spel

### Doelen
De speler leidt de held en zijn leger door de vier continenten om de 25 stukken van de kaart te bemachtigen en zo de Scepter terug te vinden voordat koning Maximus sterft. Veel details van deze taak worden overgelaten aan de keuzes van de speler waardoor het spel telkens anders is. Voorbeeld: een speler heeft niet alle 25 stukken kaart nodig. Als hij/zij de cruciale stukken heeft bemachtigd is de locatie van de Scepter vaak al te vinden. Echter, als de Scepter niet wordt gevonden voordat Maximus sterft (hoelang dat duurt hangt af van de gekozen moeilijkheidsgraad) eindigt het spel in een nederlaag.
De held krijgt elke week de opdracht om 17 vijanden op te sporen op de vier continenten. Met elke overwinning op een vijand krijgt de held niet alleen een stuk van de kaart maar ook de prijs die de koning op het hoofd van die vijand had gezet (de “Kings Bounty” waar de titel van het spel naar refereert). Ook liggen overal schatkisten verborgen waar stukken van de kaart in kunnen zitten.
De locatie van de Scepter en de voorwerpen, evenals de kastelen waar de vijanden zich in schuilhouden, variëren keer op keer waardoor het spel herspeelbaar blijft.

### Helden
King's Bounty bevat vier selecteerbare heldenklassen: Barbarian (barbaar), Knight (ridder), Paladin (Paladijn) en Sorceress (tovenares). Elke klasse varieert in magische mogelijkheden, aantal legereenheden bij de start van het spel, natuurlijk leiderschap en wekelijks inkomen. Als de held in kwestie veel vijanden verslaat en de prijs op hun hoofd incasseert kan de koning de rang van de held vergroten. Deze rang geeft aan welke troepen een held kan rekruteren en hoe sterk de held zelf is.
Er zijn verschillende attributen die bepalen waar de held zoal toe in staat is:
- Leadership (leiderschap) – Dit bepaalt de maximale grootte van het leger. Als de waarde van de Hit Points van een leger de waarde van Leadership overschrijdt, worden die eenheden gewelddadig tegenover iedereen en vallen ook de spelers het eigen leger aan.
- Commission – Dit is simpelweg het inkomen dat een held elke week krijgt.
- Spell power (spreukkracht) – Dit aantal bepaalt de kwaliteit van een spreuk die de held uitspreekt. Sommige spreuken werken echter altijd hetzelfde, ongeacht de Spell power van de held.
- Maximum spells (maximale spreuken) – Dit bepaalt hoeveel spreuken een held maximaal kan leren.

### Leger
Het spel bevat een groot aantal bruikbare troepen voor het leger van de held. Velen zijn gebaseerd op middeleeuwse of mythische wezens. Elk type legereenheid heeft zijn eigen Hit Points, aanvalskracht en bewegingspunten. Sommige hebben speciale mogelijkheden.
Als de speler de continenten verkent, komt hij verschillende wezens tegen die daar wonen. Sommige van hen kan hij rekruteren voor zijn leger. De meeste van deze wezens zijn upgrades van de strijdkrachten die een held normaal kan rekruteren, en zijn geschikt voor het bevechten van sterkere tegenstanders. Echter, naarmate hun kracht toeneemt worden ze duurder om te rekruteren en te behouden (de eenheden in het leger moeten wekelijks worden betaald). Hoewel een speler ervoor kan kiezen om enkele legereenheden achter te laten in veroverde kastelen loopt hij de kans dat hij zijn leger op den duur niet meer kan betalen en ze hem in de steek laten.
Een ander probleem is dat de verschillende legereenheden een positieve, neutrale of negatieve houding kunnen hebben tegenover elkaar. Een leger dat bestaat uit wezens die elkaar niet mogen heeft een enorm laag moreel wat hen minder effectief maakt in gevechten. Een leger van wezens die elkaar juist wel mogen is een stuk sterker. Het ideale leger samenstellen is ook een van de open aspecten in het spel.

### Gevechten
Gevechten in King's Bounty vinden plaats wanneer de held een kasteel belegert of een rondtrekkend leger tegenkomt. In gevechten mogen de troepen van de speler vaak eerst bewegen, gevolgd door de vijand. Legereenheden staan in verschillende groepen bij elkaar. Een groep kan van alles bevatten: van 1 Cavalry tot duizenden Peasants.

## King's Bounty voor de Sega Mega Drive/Genesis

### Veranderingen in het spel
De Mega Drive/Genesis versie van King's Bounty verschilt van de PC versie. Een van de grootste verandering is dat de Mega Drive versie een Real-time strategy spel is. Vijandige legers kunnen nu zelf bewegen en het gevecht aangaan met de held. Dit maakt het spel een stuk lastiger dan de DOS-versie waarin een speler vaak langs verschillende rondtrekkende legers kon lopen zonder met ze te hoeven vechten. Dit beïnvloedt ook de tijdslimiet in het spel. Een andere verandering is dat de Mega Drive versie gebalanceerder is dan de DOS-versie, omdat naar een ander continent reizen niet langer dan een week duurt.

### Graphics
De graphics van Kings Bounty werden geheel vervangen in de Mega Drive versie. Zo veranderden de haar- en huidskleur van veel karakters en veel van de “sprites” die en leger symboliseerden kregen een nieuw uiterlijk. Vijandige legers werden in de Mega Drive versie gesymboliseerd door hun sterkste eenheid in plaats van een algemeen symbool, zoals in de DOS-versie.

## King's Bounty en Heroes of Might and Magic
King's Bounty wordt door velen gezien als de voorloper van de Heroes of Might and Magic serie (waarvan de Might and Magic serie de basis vormde). Beide spellen werden ontworpen door Jon Van Caneghem en gepubliceerd door New World Computing. Kings Bounty vertoont qua manier van spelen veel overeenkomsten met Heroes of Might and Magic, zoals de ontwikkeling van de held en de gevechten.
Het PlayStation 2-spel Heroes of Might and Magic: Quest for the Dragon Bone Staff uit 2001 is een geüpgradede remake van King's Bounty.

## Platforms
| Jaar | Platform                          |
| ---- | --------------------------------- |
| 1990 | Apple II, Commodore 64, DOS       |
| 1991 | Amiga, Macintosh, Sega Mega Drive |
| 1994 | FM Towns, PC-98                   |

## Ontvangst
| Beoordeeld door                      | Platform        | Datum | Score |
| ------------------------------------ | --------------- | ----- | ----- |
| Raze                                 | DOS             | 1990  | 81%   |
| Game Informer Magazine               | Sega Mega Drive | 2001  | 92%   |
| Video Games & Computer Entertainment | Sega Mega Drive | 1991  | 80%   |
| Digital Press - Classic Video Games  | Sega Mega Drive | 2003  | 80%   |
| Consoles Plus                        | Sega Mega Drive | 1991  | 80%   |
| SEGA-Mag (Objectif-SEGA)             | Sega Mega Drive | 2008  | 80%   |
| Amiga Joker                          | Amiga           | 1991  | 78%   |
| PC Games (Duitsland)                 | DOS             | 1993  | 62%   |
| Dragon                               | DOS             | 1992  | 60%   |
| Dragon                               | Sega Mega Drive | 1991  | 60%   |
| Legendra                             | Sega Mega Drive | 2002  | 50%   |